# Blissus insularis
Blissus insularis är en insektsart som beskrevs av Barber 1918. Blissus insularis ingår i släktet Blissus och familjen Blissidae. Inga underarter finns listade i Catalogue of Life.